# Grozdan
Grozdan je moško osebno ime.

## Izvor imena
Ime Grozdan izhaja iz hrvaškega ali srbskega jezikovnega podrošja in je tvorjenka na -an iz besed grozd. Pomensko sorodno imenu Grozdan  je ime Polikarp.

## Različice imena
- moške oblike imena: Grozdano, Grozde, Grozdenče
- ženske oblike imena: Grozda, Grozdana, Grozdanka, Grozdena

## Pogostost imena
Po podatkih Statističnega urada Republike Slovenije je bilo na dan 31. decembra 2007 v Sloveniji število moških oseb z imenom Grozdan: 38.

## Osebni praznik
V koledarju je ime Grozdan zapisano skupaj z imenom Polikarp; god praznuje  23. februara; (Polikarp, škof, mučenec, † 23. feb. leta 155).